# 帯状疱疹
帯状疱疹（たいじょうほうしん、英: herpes zoster, zoster）は、水痘・帯状疱疹ウイルス（英: varicella-zoster virus）によって引き起こされるウイルス感染症の一種。

## 概要
帯状疱疹の原因は、子どもの頃に感染する水痘（水ぼうそう）と同じ水痘・帯状疱疹ウイルスである。ヘルペスウイルスの一種であるため、性器ヘルペスと同様に一度でも感染すると、ウイルスは体内の背骨付近の神経節に潜む。そのため、加齢やストレス、過労、後天性免疫不全症候群で免疫力が低下した時に症状が起きる。
水痘にかかったことのある人なら、誰でもその後に帯状疱疹を発症する可能性がある。1997年から2019年の宮崎県の疫学研究では、帯状疱疹の発症率は50歳以上で増加すること、50歳代と60歳代では女性の方が男性より多いという結果であった。
日本において帯状疱疹予防ワクチンは50歳以上を対象に任意接種となっているため、医師らは早期治療とワクチン接種の重要性を呼び掛けている。

## 疫学的知見

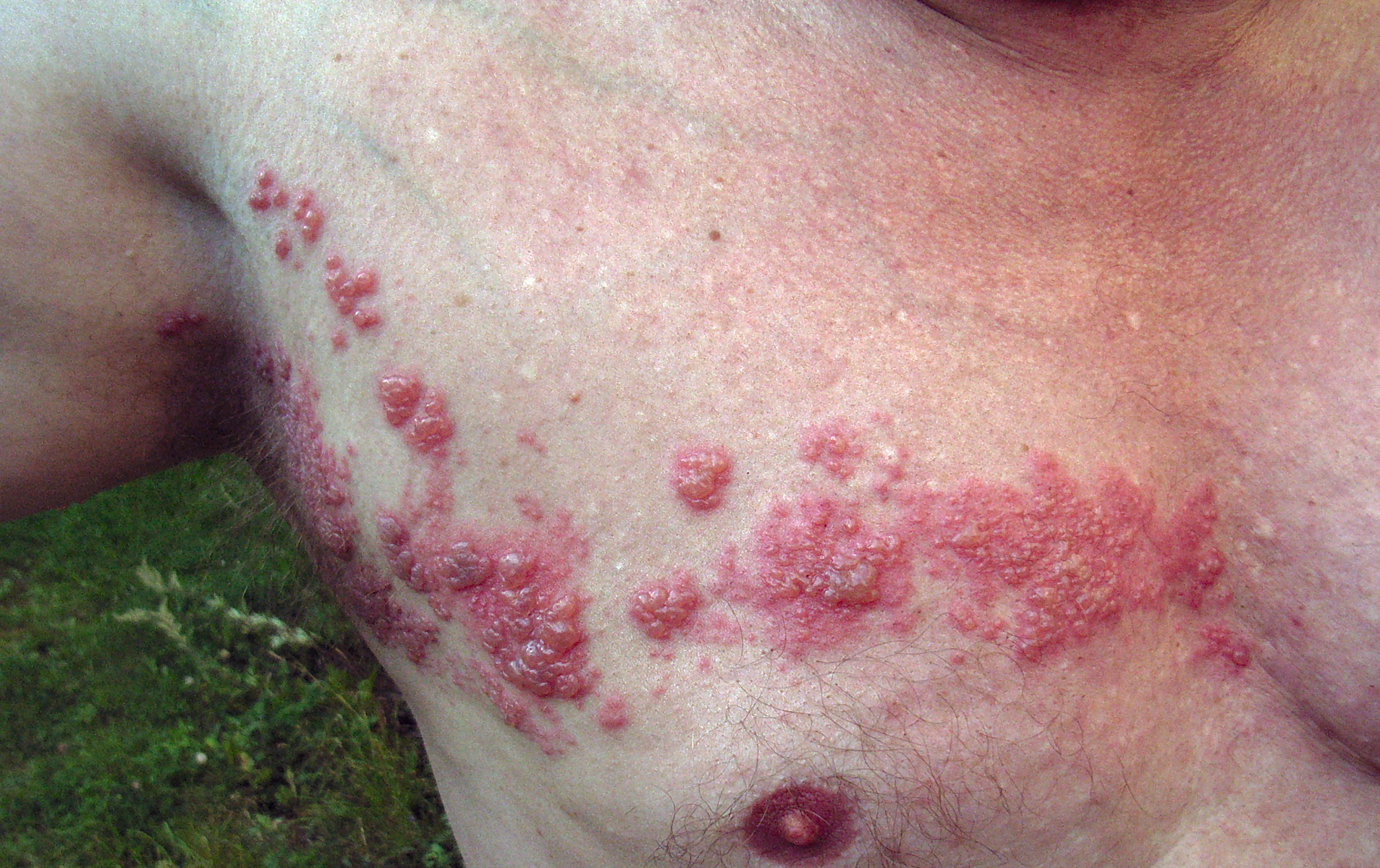
胸部の帯状疱疹

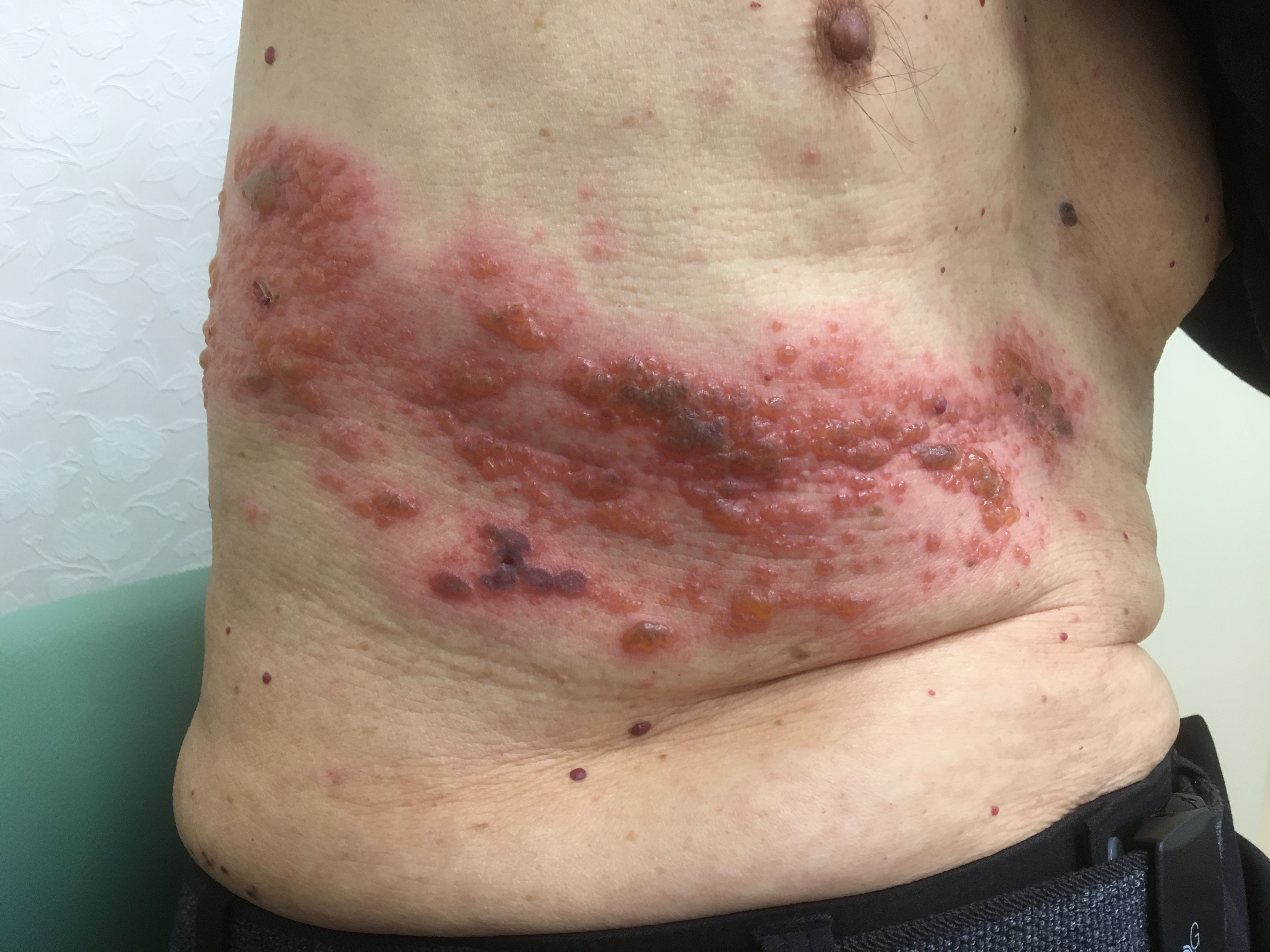
帯状疱疹 84歳男性 3病日目

「1年の中で特に起こりやすいという時期はない」とされていたが、宮崎県内の医療機関（開業医39施設と総合病院7施設）が1997-2006年に行った4万8388例（男2万181人、女2万8207人）に対する調査では、8月に多く冬は少なく、帯状疱疹と水痘の流行は逆の関係にある。この現象は、10年間毎年観測された。
この調査とは別に、年齢的に水痘患者数の多い小児との接触の機会の多い幼稚園や保育園の従事者には、帯状疱疹の患者数が少ないことも明らかになっている。これは、ウイルスとの接触によるブースター効果で免疫価が高くなり、帯状疱疹が発症し難くなっているものと考えられる。
一般的には、体調を崩しやすい季節の変わり目に多い。基本的には一生に1回であることが多いが、2回以上罹患する人もいる（発症部位は異なることが多い）。再発するのは5%以下。ただし、全身性エリテマトーデス(SLE)などの膠原病や後天性免疫不全症候群(AIDS)、骨髄疾患や免疫抑制薬などで、CD4の免疫機能が低下していると、短期間に何回も繰り返す。
また、2014年10月より日本で水痘ワクチンの1-2歳児を対象とした定期接種が実施された事により、帯状疱疹患者の急増が認められている。
帯状疱疹の活性化時期には、体液中に水痘ウイルスが存在する可能性があり、口腔内から検出されることもある。また皮膚と皮膚の接触感染は勿論、体液感染・飛沫感染・空気感染、物品を介しての伝染もある。
妊娠中に帯状疱疹を発症しても、非妊娠時と経過は変わらず、先天奇形は起こらないと云われているが、帯状疱疹は胎児に感染するので、産婦人科での診察が必要である。高齢者の場合、神経痛が強く残ることがある。疱疹後神経痛、帯状疱疹後神経痛という。疼痛治癒は長期に及ぶ。
帯状疱疹の中には、ごく稀に全身に発疹が出てしまうものもある。これは「汎発性帯状疱疹」といい、重病の扱いを受ける。

## 臨床所見

### 原因
帯状疱疹は、潜伏感染している水痘・帯状疱疹ウイルスの再活性化が原因であって、他人から感染して発症するわけではない。しかし、水痘を罹患したことがない人物（特に子供・妊婦には注意が必要）には、接触感染などで水痘として感染する恐れがある。
一度水痘に罹患すると、たとえ治癒しても水痘のウイルスが神経節中に潜伏している状態（潜伏感染）が続く（この状態自体に害はない）。ストレスや心労、老齢、抗がん剤治療・HIVの進行、太陽光等の刺激などにより、免疫力が低下すると、ウイルスが神経細胞を取り囲んでいるサテライト細胞の中で再度増殖する（再活性化）。この増殖によって生じるのが帯状疱疹である。ウイルス再活性化のメカニズムは不明。
60歳代を中心に50歳代から70歳代に多くみられるが、過労やストレスが引き金で若い人に発症することもある。年齢が若いから軽症ですむとはかぎらず、その患者の抵抗力により重症度が決定される。初期に軽症であっても、無理をすることでいくらでも重症化する疾患である。
ごく稀に、骨髄移植に伴いドナーが保有していた病原体により移植後に発症する事がある。

### 一般的な症状

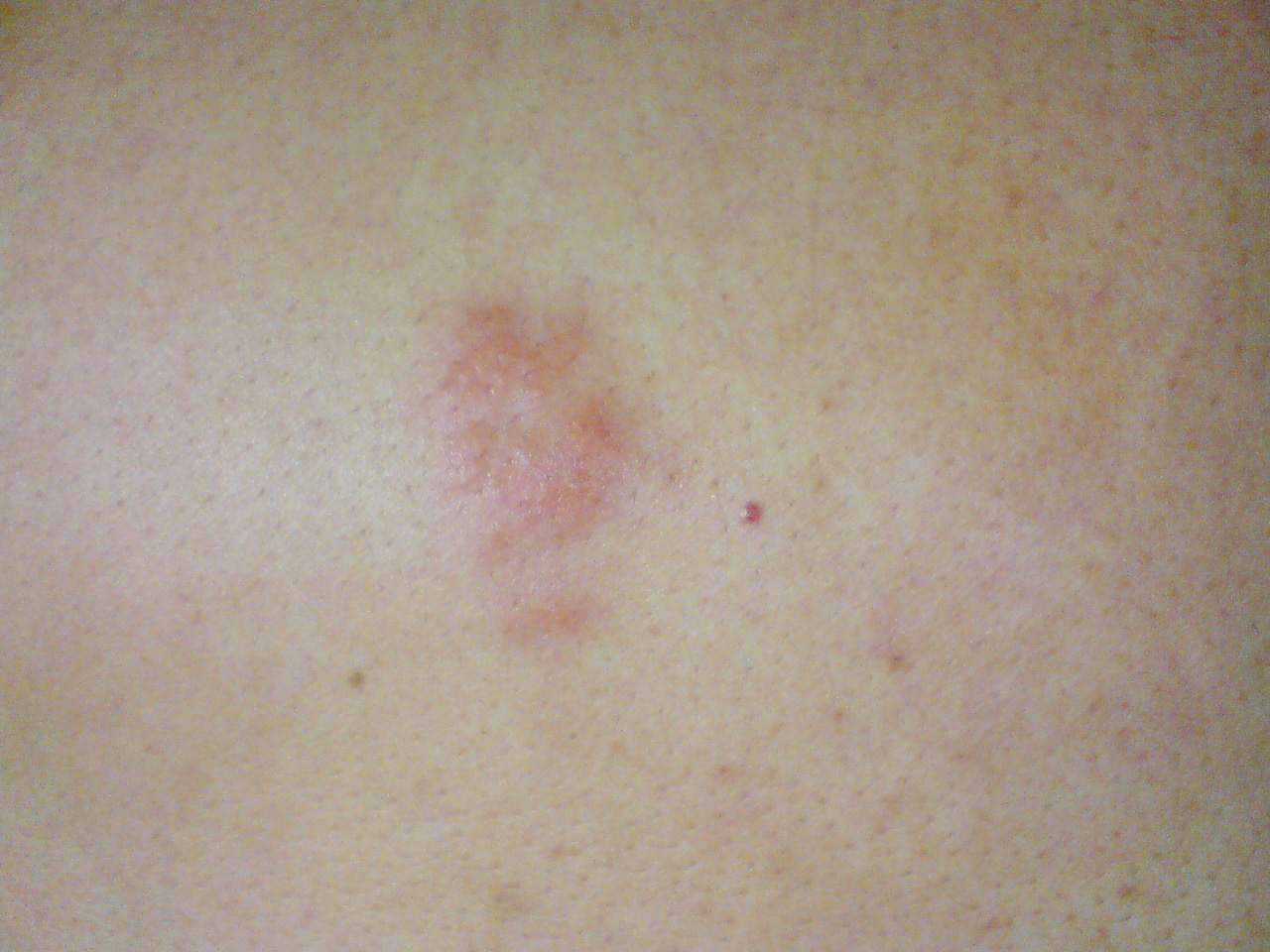
初期の発疹

知覚神経の走行に一致して、皮疹出現の数日前から違和感や疼痛が出現することが多い（皮疹と同時、或いは出現後の事もある）。その後一般に帯状に紅色丘疹・浮腫性紅斑・紅暈を伴う小水疱が列序性に出現し、疼痛やそう痒感を伴う。神経痛・神経障害のみで皮疹が出ないという病態(zoster sine herpete)もある。2週間以上治癒しない場合、免疫機能の異常が考えられる。
症状や発症部位によっては合併症として以下がある。
- 三叉神経第一枝領域(前頭部・前額部)に発症した場合や、ウイルス血症から水痘のように全身に水疱が播種状に出現した場合は、ウイルス性髄膜炎合併のリスクが高い。
- 鼻背や鼻翼に水疱を形成した場合をハッチンソン兆候と言い、三叉神経第一枝(眼神経)の枝である鼻毛様体神経が犯され、眼合併症(ぶどう膜炎・角膜炎)を来す可能性が高い。
- 耳介やその周囲に水疱を形成した場合、聴神経の障害により眩暈・耳鳴が、顔面神経の障害により顔面神経麻痺（ラムゼイ・ハント症候群）に注意が必要である。
- 臀部下方や外陰部に水疱を形成した場合、稀であるが仙髄に影響が及び、膀胱直腸障害(排尿障害・尿閉・便秘)を来すことがある。

また、まれに特徴的な発疹を生じずに脊髄炎を起こした例や、歯槽骨の壊死・歯の脱落が発生することもある。なお、歯槽骨以外の骨の壊死の報告はない。

### 帯状疱疹後神経痛
帯状疱疹後神経痛（たいじょうほうしんごしんけいつう、英語: Postherpetic neuralgia, PHN）とは、帯状疱疹に伴う神経痛様疼痛の総称で、皮疹が生じている最中の激しい疼痛と、皮疹治癒後に継続する痛みである。なお、皮疹発症後1〜3カ月を越えて残る疼痛は、帯状疱疹後神経痛と呼ばれる。これは急性期の炎症によって、神経に強い損傷が生じたことで起きる。
急性期の痛みは、皮膚の炎症や神経の炎症によるが、帯状疱疹後神経痛は神経の損傷によるものなので、硬膜外ブロックや傍脊椎ブロックが疼痛緩和に有効である。なおこの症状は、皮膚症状が重症な人、眠れないほどの痛みがある人、または高齢者ほど残り易いとされ、約30%が帯状疱疹後神経痛に移行するとの報告がある。

### 診断・検査
臨床症状と経過で、容易に診断できるが、時に虫刺され、接触皮膚炎、単純ヘルペス、水痘、自己免疫性水疱症、熱傷などの疾患と鑑別を要することがある。帯状疱疹は、どの部位にどの様な形で出るかも不明ということもあり、早めの兆候を見逃さず、症状を過小評価しないことが大切である。特に上記の眼・顔面神経麻痺・膀胱直腸障害は、皮疹出現から1週間以上経過した後に出現することもあり、注意を要する。
ツァンク試験（Tzanck試験）は、水疱内容物を塗抹標本とし、ギムザ染色を行い巨細胞を検出する検査で、帯状疱疹以外でも巨細胞は多々認められるが、迅速診断としての有用性は高い。確定診断としては水疱内容物のウイルス抗原を検出する方法、水疱内容物や血液中のウイルスDNAをPCR法で検出する方法、血清IgG抗体価の上昇を確認する方法があるが、通常は行われない。一般のVZVモノクローナル抗体はHSVでも、抗原抗体反応（交叉反応）を起こす。

### 治療
アシクロビル、ビダラビン、バラシクロビル、ファムシクロビル、アメナメビルの抗ウイルス薬が有効で、内服薬や入院治療によるアシクロビル、ビタラビンの点滴による治療により、治癒までの期間短縮が期待できる。ただし、抗ウイルス薬は水痘・帯状疱疹ウイルスの増殖抑制効果しかなく、病初期72時間以内に投与しないと効果が期待できない。よって病初期以外は、症状を緩和する対症療法が主となる。
同時に、安静にし体力を回復することも大切である。適切な治療が行われれば、早ければ1週間ほどで水疱は痂皮化し治癒する。程度により水疱部が瘢痕化することもある。帯状疱疹の出現している時の急性期疼痛に対しては、アセトアミノフェン、トラマドール、リン酸コデイン、アミトリプチリンが欧米で使用されている。またステロイド系抗炎症薬の投与も、急性期の疼痛を除去する作用がある。
帯状疱疹後神経痛（神経痛様疼痛）は、治癒した後も後遺症として残ることがある。眼と関係する顔面神経で、神経痛様疼痛が発症した際に、適切な治療をしなければ、視力に影響が出ることがある。神経痛様疼痛に対する治療法は確立していないが、疼痛に対し漢方薬による疼痛緩和療法や鍼灸療法が行われる事もある。必要に応じ、対症療法として神経節ブロック、理学療法、非ステロイド性抗炎症薬、三環系抗うつ薬、抗けいれん薬、レーザー治療を行う。
帯状疱疹後神経痛の治療法具体例として、以下のものが挙げられる。※印は保険適用外である。
- 薬物療法
  - ワクシニアウイルス接種家兎炎症皮膚抽出液（ノイロトロピン）
  - 抗うつ薬（三環系抗うつ薬のアミトリプチリンかSNRIのデュロキセチン単独、および神経ブロックの併用[25]）。アミトリプチリンは、1961年に日本で薬価収載された抗うつ薬だが、2016年2月、「末梢性神経障害性疼痛」の効能が追加された[26]。
  - 非オピオイド
    - アセトアミノフェン
    - 非ステロイド系抗炎症薬 ※

  - プレガバリン、ミロガバリン（2013年2月より、効能は「神経障害性疼痛、線維筋痛症に伴う疼痛」）
  - オピオイド (トラマドール、トラムセット)
  - 麻薬（コデイン、モルヒネ、フェンタニル）
  - 漢方薬（補中益気湯[27]、桂枝加朮附湯など） ※
  - メキシレチン ※
- 局所療法
  - カプサイシン、アスピリン、硝酸イソソルビド、リドカインなどの外用薬 ※
  - 神経ブロック
  - イオントフォレーシス ※
  - 低出力レーザー[28][29] ※

## ワクチンによる予防

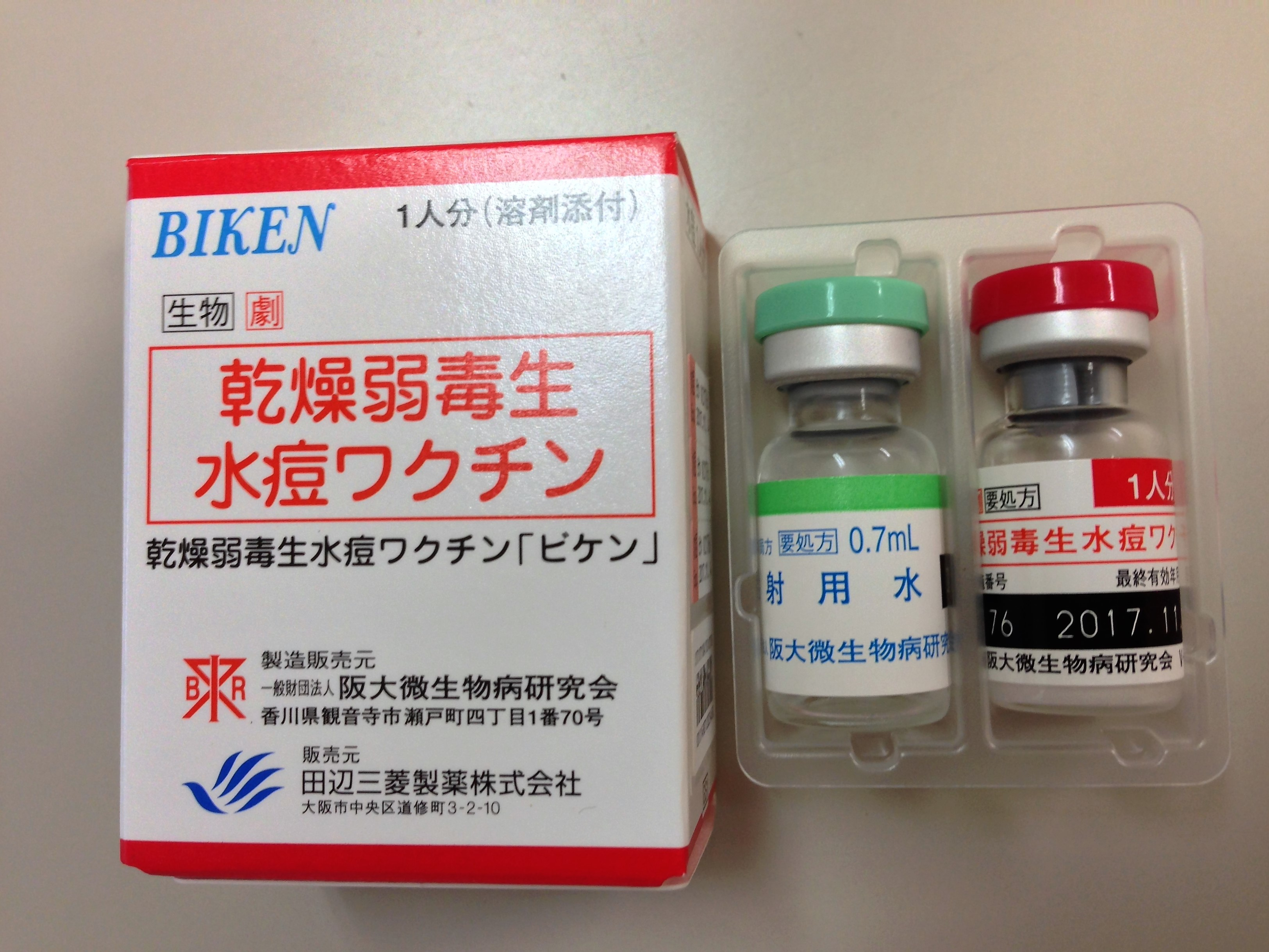
水痘ワクチン・帯状疱疹ワクチン

前述の通り、帯状疱疹は潜伏感染している水痘・帯状疱疹ウイルスの再活性化によって引き起こされるため、そもそも水痘に罹患しなければ、帯状疱疹は発症しない。水痘ワクチンにより、帯状疱疹を発症する例も存在はするが、非接種の場合と比較して非常に稀な確率である。
免疫抑制剤を使用することになった患者で、帯状疱疹ワクチン接種を受けた者、受けていない者を対照に前向きコホート研究を行った研究がある。結果は、帯状疱疹の発生率は免疫抑制剤使用後において、水痘ワクチン接種により、約42%低下した。

### 日本

#### 乳幼児への定期接種化
2014年（平成26年）10月1日より、生後12月から生後36月に至るまでの間（1歳の誕生日の前日から3歳の誕生日の前日）を対象とする水痘ワクチンが定期接種になった。定期接種化後は水痘罹患者が、将来的には帯状疱疹発症者の低下が期待されたが、実際に定期接種化で乳幼児の水痘罹患が激減した。なおワクチンによる免疫効果は、接種の3年から11年で減弱するとされている。

#### 高齢者向け任意接種
日本でも2004年（平成16年）4月に接種対象者として「水痘ウイルスに対して免疫能が低下した高齢者」が追加され、2016年（平成28年）3月には効果・効能として「50歳以上の者に対する帯状疱疹の予防」と対象拡大されたが、費用は自由診療となる。免疫力が落ちてくる60代以上の高齢者で、帯状疱疹を発症したことがない人には、帯状疱疹後神経痛を回避するためにも、水痘ワクチンの使用が推奨される。

#### 高齢者向け公費補助定期接種
日本では、2025年度から65歳以上を対象に定期接種となる。

### 欧米
アメリカ合衆国での研究では、水痘ワクチンを数万人の50歳以上の成人に接種することで、帯状疱疹の発症を対照群の半分に、主観的に痛みを残す人を3分の1に減らすことができたデータもある。2006年に、米国では60歳以上を対象とする帯状疱疹ワクチンとして承認された。このワクチンはいわゆる「水ぼうそうのワクチン（水痘ワクチン）」のことであり、1987年（昭和62年）3月に日本で承認された、大阪大学微生物病研究所が製造している水痘ワクチン「ビケン」である。
アメリカ合衆国のみならず、欧州連合など30カ国以上で「帯状疱疹の予防目的」で広く使われている。

### サブユニットワクチンの開発と今後
2018年（平成30年）3月23日、ジャパンワクチンおよびグラクソ・スミスクラインは、世界初となる帯状疱疹サブユニットワクチン（不活化ワクチン）の「シングリックス（Shingrix）」を開発し、日本での製造承認を受けた。2020年（令和2年）1月から流通が始まり、50歳以上の成人希望者には2か月間隔で2回接種される。今後、帯状疱疹の予防目的としての水痘生ワクチンの使用は減少し、サブユニットワクチンに移行するものと思われる。
メタ解析でZostavaxと比較して、シングリックスの有効性が示されている。

## 帯状疱疹後神経痛
帯状疱疹を発症した高齢者は発疹自体が収まっても、後に神経痛が発症する事がある。水痘ワクチン接種で帯状疱疹だけでなく、帯状疱疹後神経痛の予防効果があるため、日本では2014年から乳幼児期に自己負担0円となる「定期接種」の対象となったが、2016年から50歳以上の希望者にも予防の生ワクチン接種が約10000円で受けられるようになった。

### ワクチン未接種時の対応
帯状疱疹後神経痛は冷やすと悪化し、暖めると緩和される傾向がある。水疱（腫れ部分）が破れると、緑膿菌や黄色ブドウ球菌などの化膿性疾患の原因となる、細菌の2次感染が起こりやすくなる為、細菌による化膿を防ぐため、水疱は破らないよう注意する。また、入浴に関しては医師の判断が必要とされる。

## 方言
帯状疱疹は身近な病気であり、日本各地に固有の方言名が存在する。
東北・北関東地方では「つづらご」「はくじゃ」、南関東では「ひっつらご」、中部地方では「つづらご」「おびくさ」、関西地方では「胴まき」「たすき」「おび」、中国四国地方では「胴まき」「けさ」「けさがけ」「けさよう」、九州地方では「胴巻き」「たづ」「へびたん」「たん」等という。